# Chaerephon russatus
Chaerephon russatus es una especie de murciélago de la familia Molossidae.

## Distribución geográfica
Se encuentra en Costa de Marfil, Ghana Camerún República Democrática del Congo y Kenia.